# Арбузов, Сергей Сергеевич
Сергей Сергеевич Арбузов — советский хозяйственный, государственный и политический деятель.

## Биография
Сергей Сергеевич Арбузов Родился 30 сентября 1918 года в селе Шамардино Бабынинского района Калужской области. В 1930 году с родителями приехал на строительство Бобриковского химкомбината. Трудовую деятельность начал в 1940 году слесарем, затем работал мастером и помощником механика цеха Новомосковского химкомбината.
От начала и до конца Великой Отечественной войны Сергей Сергеевич в рядах Советской Армии. После демобилизации - Московская партийная школа, помощник механика шахты, с 1948 года – на партийной работе. С 1959 года С.С. Арбузов - второй секретарь, а с 1961 по 1985 годы - первый секретарь Новомосковского городского комитета КПСС.  
Он неоднократно избирался депутатом городского и областного Советов народных депутатов, был членом исполкома горсовета, обкома КПСС. Многие победы и достижения новомосковцев в социальном и экономическом развитии города связаны с именем Сергея Сергеевича Арбузова.
За заслуги перед Родиной награжден орденом Ленина, тремя орденами Трудового Красного Знамени, орденом Знак Почета и четырнадцатью медалями.
Но самая высокая награда – это авторитет, уважение людей, с которыми и ради которых он работал всю свою жизнь.
Звание «Почетный гражданин города Новомосковска» присвоено решением Исполкома Новомосковского городского Совета народных депутатов в декабре 1985 года.
Делегат XXIII съезда КПСС. Делегат XXV съезда КПСС. Почётный гражданин Новомосковска.
Умер в Новомосковске 25 ноября 1989 года. 